# Ecnomus yuleae
Ecnomus yuleae är en nattsländeart som beskrevs av Cartwright 1994. Ecnomus yuleae ingår i släktet Ecnomus och familjen trattnattsländor. Inga underarter finns listade i Catalogue of Life.